# Ovella Dolly

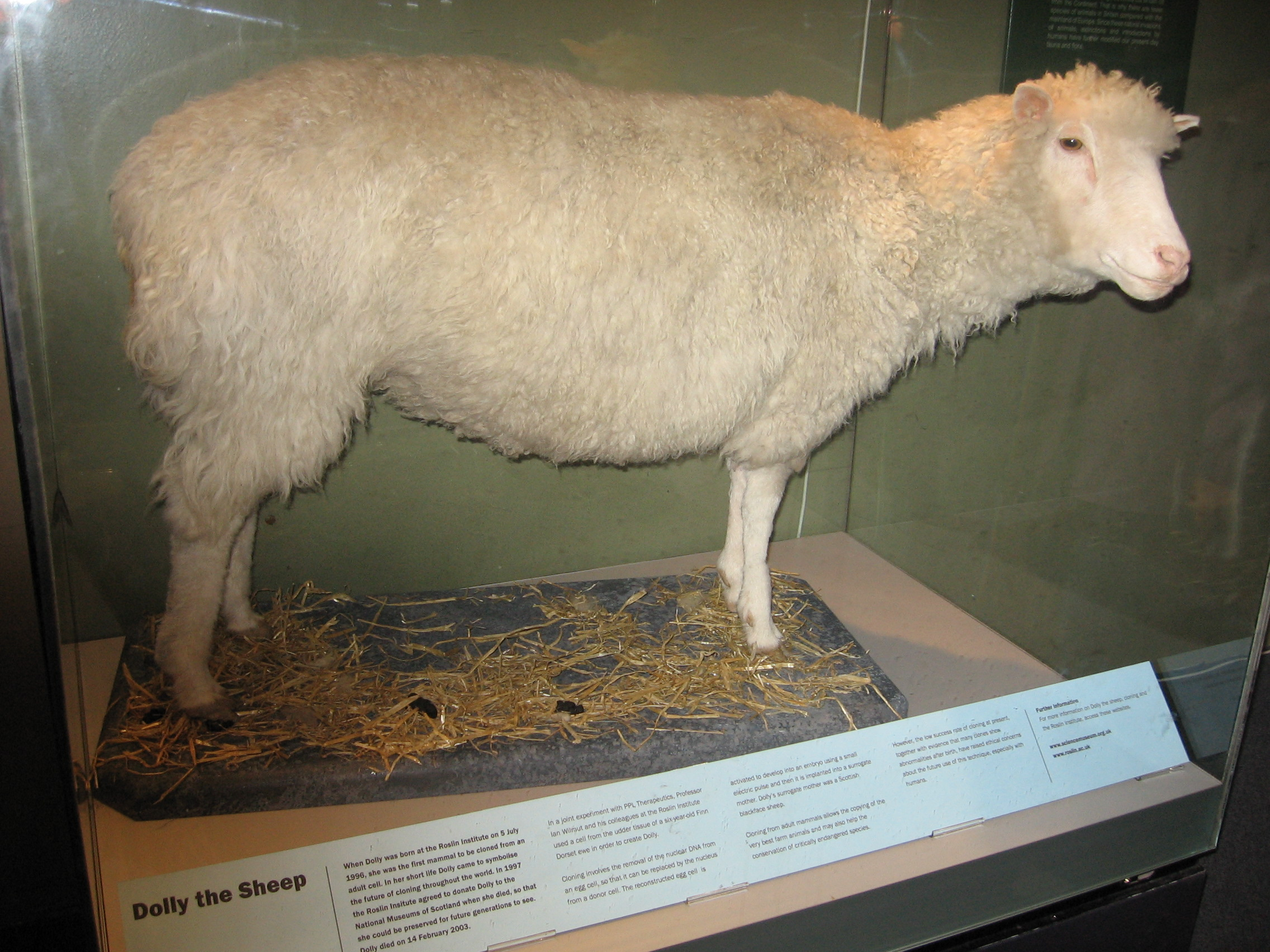
El cos dissecat de la Dolly exhibit al Museu Reial d'Escòcia.

L'ovella Dolly (5 de juliol de 1996 – 14 de febrer del 2003) va ser el primer mamífer a ser clonat satisfactòriament a partir d'una cèl·lula adulta. Va ser clonada a l'Institut Roslin d'Escòcia on hi va viure fins que va morir als sis anys. El seu naixement va ser anunciat el 22 de febrer de 1997.
L'ovella va ser originalment anomenada amb el codi "6LL3". El nom "Dolly" prové d'un suggeriment per part dels professionals que van col·laborar en la concepció en honor de Dolly Parton i als seus pits, ja que va ser clonada a partir d'una glàndula mamària d'ovella adulta. La tècnica es va fer famosa, ja que el seu naixement es devia a una transferència nuclear de cèl·lula somàtica, en la qual és inserit un nucli en un oòcit denucleat que és fusionat i esdevé un embrió. Quan la Dolly va ser clonada a partir d'una ovella de sis anys de vida va ser el centre de molta controvèrsia que encara perdura fins avui.
El 9 d'abril del 2003 el seu cos dissecat va ser col·locat al Museu Reial d'Edimburg, un dels Museus Nacionals d'Escòcia.

## Tècnica i procés
La Dolly va ser creada per un equip de recerca liderat per en Ian Wilmut de l'Institut Roslin d'Escòcia. La fita de la recerca havia de ser assegurar l'èxit de la reproducció d'animals modificats genèticament per a produir proteïnes terapèutiques en la seva llet. Aquest equip ja havia aconseguit cultivar dos clons d'ovelles en laboratori a partir de cèl·lules embrionàries, anomenats Megan i Morag; el treball va ser publicat al Nature el 1996. La Dolly fou una ovella Finn Dorset, creada a partir de cèl·lules mamàries adultes absolutament diferenciades fent servir la tècnica anomenada transferència nuclear de cèl·lula somàtica; la seva concepció va ser descrita en una publicació del Nature del 1997. Així doncs, la Dolly va ser el primer mamífer clonat a partir d'una cèl·lula adulta.

## Controvèrsia
Els resultats de la recerca varen ser publicats el 1999 al Nature suggerint que la Dolly podria patir envelliment prematur, a causa de l'escurçament dels telòmers característic de les cèl·lules adultes. Es va especular que aquests telòmers van passar del seu progenitor que tenia sis anys i que per tant la Dolly havia nascut amb un material genètic sis anys més vell. Això és conseqüència que la llargada del telòmer és reduïda després de cada divisió cel·lular en les quals cal una duplicació del material genètic. La polimerasa, enzim que forma part de la maquinària de duplicació no pot arribar a la punta del cromosoma de manera que divisió a divisió es va quedant sense dividir-se i es va escurçant. Tanmateix, el Dr. John Thomas va indicar que molts animals clonats tenen telòmers de llargada normal i que en els clons en sèrie els telòmers solen ser de majors dimensions a cada generació. Això és conseqüència del fet que l'enzim telomerasa és actiu en aquests clons protegint-los d'escurçar-se. Tanmateix, la telomerasa pot ser la responsable de causar mutacions amb la seva activitat enzimàtica que duguin al càncer. De fet en molts càncers humans en els tumors es produeix telomerasa la qual no és present en les cèl·lules somàtiques.
El gener del 2002, quan l'ovella tenia 5 anys, es varen anunciar signes que apuntaven possiblement cap a aquesta direcció. Havia desenvolupat una forma potencialment debilitant d'artritis inusual a tan poca edat. Això va donar suport a la teoria de la prematura senescència, encara que per exemple, el Dr. Dai Grove-White de la facultat de Ciència Veterinària de la Universitat de Liverpool va enunciar, "És concebible que l'artritis sigui deguda a la clonació però podria no ser-ho. Pel que se sap, es podria haver malmès la cama saltant per sobre una porta desenvolupant-la en conseqüència."
L'artritis va alimentar la idea que aquest tipus de clonació pot no ser apropiada per a mamífers i hi ha un ampli consens tant dintre com fora de la comunitat científica de què en aquest punt, el risc d'efectes imprevists en els clons fa que els experiments relacionats amb la clonació reproductiva en els humans siguin prematurs i mancats d'ètica.
Defensors de l'aplicació d'aquest mètode creuen que la tècnica simplement ha de ser refinada. Tanmateix, d'altres creuen que amb els pocs coneixements limitats del camp naixent de la genètica aplicada, els científics ni poden ni haurien d'intentar de manipular tants gens d'una sola vegada.

## Mort
El 14 de febrer de 2003 es va anunciar que la Dolly tenia una malaltia progressiva del pulmó. Una necròpsia va confirmar que patia d'un adenocarcicoma oví pulmonar (Jaagsiekte), una malaltia bastant habitual en les ovelles. Els científics del projecte indicaren que ells no creien que hi hagués cap connexió entre el fet d'haver estat un clon i haver patit la malaltia i que les altres ovelles de granja tenen malalties similars. Aquest tipus de malalties del pulmó són especialment un perill per les ovelles que estan tancades en els interiors com hi estava la Dolly per motius de seguretat.
Hi ha veus contràries, però, a aquestes conclusions.

## Llegat
Després que la clonació es demostrés satisfactòriament pels creadors de la Dolly s'ha pogut clonar d'altres grans mamífers com els cavalls i vaques. La clonació és sovint considerada com una eina prometedora per preservar les espècies en perill, normalment per aquells que no treballen en la conservació d'espècies.
Hi ha hagut alguns intents i molts suggeriments per a clonar animals extints, però en tots els casos on hi ha hagut recerca (llop marsupial, huia, cabra pirinenca i mamut) no s'han obtingut resultats. En conjunt, l'únic benefici real de la clonació per a la conservació animal existeix en els casos de grans mamífers on les tècniques de transferència d'embrió ja han estat establertes i la tècnica podria servir per preservar un llinatge genètic estrany com el banteng salvatge de San Diego.